# ジョン・ガラメンディ
ジョン・レイモンド・ガラメンディ（英語: John Raymond Garamendi、1945年1月24日 - ）は、アメリカ合衆国の政治家。2009年11月から、カリフォルニア州選出の連邦下院議員を務めている。

## 経歴
1945年1月24日にフロリダ州キャンプ・ブランディングに誕生し、カリフォルニア州モークラム・ヒルで育った。カリフォルニア大学バークレー校で経営学の学位を得て、ハーバード・ビジネス・スクールで経営学修士を得た。
1966年から1968年まで、平和部隊でアフリカのエチオピアに派遣された。1974年12月から1976年11月・1976年12月から1990年12月までカリフォルニア州上院議員、1991年1月から1995年1月に同州の保険庁長官を務めた。
1995年8月から1998年4月までクリントン政権で内務副長官、2003年1月から2003年1月まで再びカリフォルニア州保険庁長官、2007年1月から2009年11月までシュワルツェネッガーの部下として同州の副知事を務めた。
2009年11月にカリフォルニア州第10選挙区、2013年1月に同州第3選挙区、2023年1月に同州第8選挙区選出の連邦下院議員となっている。